# Sudbrook
Sudbrook – osada w Anglii, w hrabstwie Lincolnshire, w dystrykcie South Kesteven. Leży 28 km na południe od Lincoln i 167 km na północ od Londynu.